# Горецкий район
Го́рецкий райо́н (бел. Горацкі раён) — административная единица на севере Могилёвской области Республики Беларусь. Административный центр — город Горки.
Численность населения — 37 106 человек (на 1 января 2025 года).

## Геральдика
Герб утверждён решением Горецкого районного исполнительного комитета от 29 мая 2001 года № 6-5. Зарегистрирован в Гербовом матрикуле Республики Беларусь 20 июня 2001 года № 63.
Флаг учреждён Указом Президента Республики Беларусь от 24 августа 2006 года № 526 и зарегистрирован в Государственном геральдическом регистре Республики Беларусь 29 августа 2006 года Б-93. Одобрен решением Горецкого районного исполнительного комитета от 30 июня 2005 года № 7-10.
Флаг создан на основе гербового изображения. Художник В. А. Ляхор.

## География
Горецкий район расположен в северо-восточной части Могилёвской области. На севере он граничит с Дубровенским и Оршанским районами Витебской области, на западе — Шкловским, юге — Дрибинским и Мстиславским районами Могилёвской области, на востоке — Краснинским и Монастырщинским районами Смоленской области Российской Федерации. Площадь — 1300 км².

### Рельеф
В геологическом отношении территория Горецкого района относится к Оршанской впадине, а именно — Могилёвской мульде проседания. Для неё характерно глубокое залегание фундамента — 1250—1400 метров. Наиболее распространёнными в западной части района являются верхнедевонские, верхнемеловые и четвертичные отложения. Верхнедевонские отложения — доломиты, доломитизированные известняки, распространены в северной части района, имеют мощность 160—180 м.
Горецкий район расположен на территории Оршанско-Могилевского плато, за исключением северо-восточной части, где берут начало покатые склоны Смоленско-Московской возвышенности, представленной Горецко-Мстиславской возвышенностью. По характеру рельефа — это район волнистой платообразной равнины, сильно расчленённой долинами рек и ручьёв, густой сетью глубоких оврагов и балок с выступающими в ряде мест моренными грядами в виде пологих холмов. Рельеф равнины слагают маломощные рыхлые лёссовидные суглинки и супеси. Лёссы покрывают водоразделы и склоны повышенных частей территории, лишённой лесной растительности. Важным событием формирования рельефа в днепровское время явилось оформление Горецко-Мстиславской возвышенности. В результате неотектонических движений она оказалась приподнятой и, как и вся Белорусская гряда в целом, послужила зоной аккумуляции морённого материала. Одновременно воздействие ледника способствовало образованию ложбин ледникового выпахивания и размыва. Характерной особенностью рельефа района является образование большого количества суффозионных западин «блюдцев». Многочисленные западины на плато возникают вследствие выщелачивания талыми снеговыми и дождевыми водами карбонатных грунтов, вымывания глинистых частиц и последующей просадкой поверхности. Глубина западин 1—1,5 м, диаметр 50—80 м. Эти «блюдца» в районе образуют целые колонии. Весной западины заполнены снеговой водой, а в летнее время они зарастают кустарниками и болотной растительностью. Многие на сегодняшний день превращены в искусственные водоёмы правильной формы.

### Климат
В климатическом отношении Горецкий район входит в центральную умеренно влажную тепловую зону Беларуси — её восточную подобласть. По многолетним данным районной метеостанции среднегодовая температура воздуха в районе составляет 5—7 градусов. Средняя температура января от −7,5°С до — 8°С, июля — от 17,5°С до 18°С. Протяжённость вегетационного периода — около 185 дней, а безморозного периода до 150 дней. Количество осадков варьирует в пределах 650 мм в год. Основная часть осадков выпадает в летний период года. Наиболее влажным месяцем является июль, а вот в мае влаги порой не достаёт. В отдельные годы случается, что дожди не выпадают на протяжении более месяца. В зимний период выпадает пятая часть годовой суммы осадков. Это составляет примерно 30 сантиметров снежного покрова. Характерны небольшие заморозки в мае, иногда даже в июне, а также недостаток увлажнения в тех же месяцах. Среднегодовая скорость ветра в районе достигает до 4 м/с. Наибольшая скорость наблюдается в зимние и весенние месяцы, наименьшая — летом. В тёплое время года преобладают западные и северо-западные, в зимнее — южные и юго-восточные ветры.

### Гидрография
Основные реки — Проня с притоками Поросица, Быстрая, Вербовка и Голыша; Бася с притоками Повна и Голубина; а также Реместлянка, Лебедевка, Днепрец, Мерея. Реки района, как и всей республики, имеют смешанное питание. Зимой преобладает грунтовое, весной — преимущественно за счёт талых снеговых вод, а в остальное время года — за счёт атмосферных осадков и частично грунтовых вод. Реки носят равнинный характер, имеют медленное течение, широкие долины и извилистые русла. Среднегодовой модуль их стока составляет около 7 л/сек с км². До 50 % годового стока приходится на весенний период. Все они не судоходны.
Значительных озёр на территории района нет. Однако имеются искусственные водоёмы. Наиболее значительные находятся в г. Горки, около деревень Полящицы, Горы, Овсянка, Рудковщина, Коптевка и некоторых других. В хозяйственном отношении они используются для технического водоснабжения, разведения рыбы, организации мест массового отдыха населения и как водоприёмники при осушении болот.
В большинстве своём (более 85 %) почвы на территории Горецкого района дерново-подзолистые. По механическому составу они распределяются следующим образом: суглинистые — 85,4 %, супесчаные — 13 %, песчаные — 1,6 %. Основную долю почв в районе составляют дерново-подзолистые суглинистые почвы, 86 % которых используется под пашню.

## Административное устройство
Административный центр — город Горки.
26 марта 1987 года упразднён Макаровский сельсовет, 5 июня 1992 года — Поленковский сельсовет, 22 февраля 2001 — Будский сельсовет, 13 июня 2002 года — Горецкий сельсовет. После 2011 года упразднены сельсоветы: Рудковщинский и Ходоровский.
В настоящее время Горецкий район подразделяется на 9 сельсоветов:
- Горский
- Добровский
- Коптевский
- Ленинский
- Маслаковский
- Овсянковский (до 5 июня 1992 года — Любижский)
- Паршинский
- Ректянский
- Савский

Упразднённые сельсоветы:
- Будский
- Горецкий
- Макаровский
- Поленковский
- Рудковщинский
- Ходоровский

## История
Район образован 17 июля 1924 года. В 1924—1930 годах — в составе Оршанского округа, в 1930—1938 годах — в прямом республиканском подчинении, с 15 января 1938 года — в Могилёвской области.
11 июля 1931 года в результате укрупнения районов БССР в состав Горецкого района были включены: из упразднённого Дрибинского района — 8 сельсоветов, из Копысского района — 1 сельсовет, из Ряснянского района — 1 сельсовет. 25 июля 1931 года к Горецкому району из состава Чаусского района передан Черневский сельсовет, в тот же день из Горецкого района в Мстиславский район передан Печенковский сельсовет. 5 сентября 1931 года из Чаусского района в состав Горецкого передан Ждановичский сельсовет. 12 февраля 1935 года Дрибинский район был повторно образован, и в его состав было передано 10 сельсоветов. 5 апреля 1935 года к Горецкому району присоединён Рудковщинский сельсовет Оршанского района.
На территории района 12 — 13 октября 1943 воины Первой Польской пехотной дивизии имени Тадеуша Костюшко вступили в первый бой с немцами — битва под Ленино.
16 сентября 1959 года в результате нового упразднения Дрибинского района в состав Горецкого района вошли 5 сельсоветов. 14 октября 1959 года район укрупнён за счёт 4 сельсоветов, переданных из состава Мстиславского района.
В результате повторного образования Дрибинского района в 1989 году часть территории отошла в его пользу.
1 декабря 1998 года Горецкий район и город Горки объединены в одну административно-территориальную единицу – Горецкий район с административным центром город Горки.

## Демография
Численность населения — 37 106 человек (на 1 января 2025 года), в том числе городское — 28 626 человек (Горки — 28 626 человек), сельское — 8 480 человек.
Численность населения — 37946 человек (на 1 января 2024 года), в том числе в городских условиях (Горки) проживают — 29 057 человек, в сельских — 8 889 человек. Всего насчитывается около 180 населённых пунктов.
По итогам переписи 2019 года, в районе проживало 36 136 белорусов (89,22%), 2022 русских (4,99%), 310 украинцев (0,77%), 90 поляков (0,22%).
| Численность населения (по годам) | Численность населения (по годам) | Численность населения (по годам) | Численность населения (по годам) | Численность населения (по годам) | Численность населения (по годам) | Численность населения (по годам) | Численность населения (по годам) | Численность населения (по годам) | Численность населения (по годам) | Численность населения (по годам) | Численность населения (по годам) | Численность населения (по годам) | Численность населения (по годам) |
| -------------------------------- | -------------------------------- | -------------------------------- | -------------------------------- | -------------------------------- | -------------------------------- | -------------------------------- | -------------------------------- | -------------------------------- | -------------------------------- | -------------------------------- | -------------------------------- | -------------------------------- | -------------------------------- |
| 1939                             | 1959                             | 1970                             | 1979                             | 1989                             | 1996                             | 2001                             | 2002                             | 2003                             | 2004                             | 2005                             | 2006                             | 2007                             | 2008                             |
| 64 201                           | ↗76 753                          | ↘73 344                          | ↘67 848                          | ↘63991                           | ↘55 400                          | ↘53 106                          | ↘52 598                          | ↘51 903                          | ↘51 070                          | ↘50 055                          | ↘49 642                          | ↘49 493                          | ↗49 913                          |
| 2009                             | 2010                             | 2011                             | 2012                             | 2013                             | 2014                             | 2015                             | 2016                             | 2017                             | 2018                             | 2019                             | 2020                             | 2021                             | 2022                             |
| ↘48 953                          | ↘47 534                          | ↘46 011                          | ↘44 835                          | ↗45 029                          | ↗45 249                          | ↗45 764                          | ↗46 293                          | ↗46 710                          | ↘45 887                          | ↘45 856                          |                                  |                                  |                                  |
| 2023                             | 2024                             | 2025                             |                                  |                                  |                                  |                                  |                                  |                                  |                                  |                                  |                                  |                                  |                                  |
| ↘38180                           | ↘37946                           | ↘37106                           |                                  |                                  |                                  |                                  |                                  |                                  |                                  |                                  |                                  |                                  |                                  |

На 1 января 2018 года 15,1 % населения района были в возрасте моложе трудоспособного (последнее место в области), 61,7 % — в трудоспособном возрасте (первое место в области), 23,2 % — в возрасте старше трудоспособного (предпоследнее место в области, меньше только в Могилёве). Средние показатели по Могилёвской области — 17,5 %, 56,8 % и 25,7 % соответственно. 50,6 % населения составляли женщины, 49,4 % — мужчины (средние показатели по Могилёвской области — 52,9 % и 47,1 % соответственно, по Республике Беларусь — 53,4 % и 46,6 %). По доле мужчин в населении район занимает 3-е место в области после Кличевского и Шкловского районов.
Коэффициент рождаемости в районе в 2017 году составил 8,9 на 1000 человек, коэффициент смертности — 12,4 (в районном центре — 11,1 и 11,7 соответственно). Средние показатели рождаемости и смертности по Могилёвской области — 10,5 и 13,6 соответственно, по Республике Беларусь — 10,8 и 12,6 соответственно. Уровень рождаемости в Горецком районе — самый низкий в области, уровень смертности — один из самых низких. Всего в 2017 году в районе родилось 411 и умерло 574 человека, в том числе в районном центре родилось 298 и умерло 305 человек.
В 2017 году в районе было заключено 267 браков (5,8 на 1000 человек, средний показатель по Могилёвской области — 7,1) и 154 развода (3,3 на 1000 человек, средний показатель по Могилёвской области — 3,6).
В районе наблюдается неустойчивая ситуация с миграцией (как внутриреспубликанской, так и внешней) — в 2008—2011 и 2017 годах из района чаще уезжали, чем приезжали, в остальные годы наблюдался миграционный прирост:
| Миграция населения:                                                                             |
| Графики недоступны из-за технических проблем. См. информацию на Фабрикаторе и на mediawiki.org. |

## Экономика

### Промышленность
Ведущей отраслью промышленности района является пищевая: в 2018 году производство продуктов питания составило 79,8 % совокупного объёма промышленного производства района. Крупнейшие промышленные предприятия:
- ОАО «Молочные горки» (производит твёрдые сыры, сливочное масло, творог, молоко, сметану);
- Горецкий филиал ОАО "Булочно-кондитерская компания "Домочай" (производит хлебобулочные и кондитерские изделия);
- РУПП «Исправительная колония № 9» (производство швейной продукции, обуви, деревянных поддонов, вагонки, плинтусов, шарниров, шлагбаумов, стоек, упоров, мангалов, металлические печи и других металлических изделий);
- УКПП «Коммунальник»;
- ОАО «Горкилён» (производит короткое и длинное трёпанное льняное волокно);
- СООО «Скайфорест» (производит пиломатериалы, деревянные стройматериалы).

### Сельское хозяйство
В Горецком районе действует 9 сельскохозяйственных организаций и 22 фермерских хозяйства:
- ОАО «Горецкое» (аг. Ректа)
- СЗАО «Горы» (аг. Горы)
- ОАО «Маслаки» (аг. Маслаки)
- КСУП «Овсянка имени И. И. Мельника» (аг. Овсянка)
- КСУП «Племзавод «Ленино» (аг. Ленино)
- ОАО «Коптевская нива» (аг. Коптевка)
- РУП «Учхоз БГСХА» (аг. Паршино)
- ОАО «Горецкая райагропромтехника» (г. Горки)
- ГСХУ «Горецкая сортоиспытательная станция» (г. Горки)

В сельском хозяйстве района занято 2160 человек.
Общая посевная площадь сельскохозяйственных культур в организациях района (без учёта фермерских и личных хозяйств населения) в 2017 году составила 57 799 га (578 км², 4-е место в Могилёвской области). В 2017 году под зерновые и зернобобовые культуры было засеяно 24 236 га, под лён — 2000 га, под сахарную свёклу — 1550 га, под кормовые культуры — 25 569 га. Валовой сбор зерновых и зернобобовых культур в сельскохозяйственных организациях в 2017 году составил 98,2 тыс. т. По валовому сбору зерновых в 2017 году район занял 3-е место в Могилёвской области после Могилёвского и Шкловского. Средняя урожайность зерновых в 2017 году составила 40,5 ц/га (средняя урожайность по Могилёвской области — 33,4 ц/га, по Республике Беларусь — 33,3 ц/га). По этому показателю район занял 4-е место в Могилёвской области. Валовой сбор льноволокна в 2017 году составил 2,5 тыс. т при урожайности 12,6 ц/га (средняя урожайность по Могилёвской области — 10,3 ц/га, по Республике Беларусь — 9,2 ц/га). Валовой сбор свёклы сахарной в сельскохозяйственных организациях составил 61 тыс. т в 2017 году при урожайности 393 ц/га (средняя урожайность по Могилёвской области — 366 ц/га, по Республике Беларусь — 499 ц/га).
На 1 января 2018 года в сельскохозяйственных организациях района содержалось 44,2 тыс. голов крупного рогатого скота, в том числе 13,6 тыс. коров, а также 19,9 тыс. свиней. По поголовью крупного рогатого скота район занял 2-е место в Могилёвской области после Шкловского. В 2017 году сельскохозяйственные организации района реализовали 6,6 тыс. т скота и птицы на убой (в живом весе) и произвели 66,3 тыс. т молока. По производству молока район занял 3-е место в Могилёвской области. Средний удой молока с коровы — 4972 кг (средний показатель по Могилёвской области — 4296 кг, по Республике Беларусь — 4989 кг). В районе действуют 2 комплекса по откорму крупного рогатого скота и 2 свиноводческих комплекса.

### Транспорт
Через район проходят железная дорога Орша — Кричев, автодороги на Оршу, Могилёв, Мстиславль.

## Здравоохранение
В 2017 году в учреждениях здравоохранения района работало 83 врача и 405 средних медицинских работников, в лечебных учреждениях было 290 больничных коек. Численность врачей в пересчёте на 10 тысяч человек — 18,1 (средний показатель по Могилёвской области — 34,6, по Республике Беларусь — 40,5), количество коек в пересчёте на 10 тысяч человек — 63,2 (средний показатель по Могилёвской области — 83,1, по Республике Беларусь — 80,2). По этим показателям район занял 20-е и 17-е места в области соответственно.

## Образование

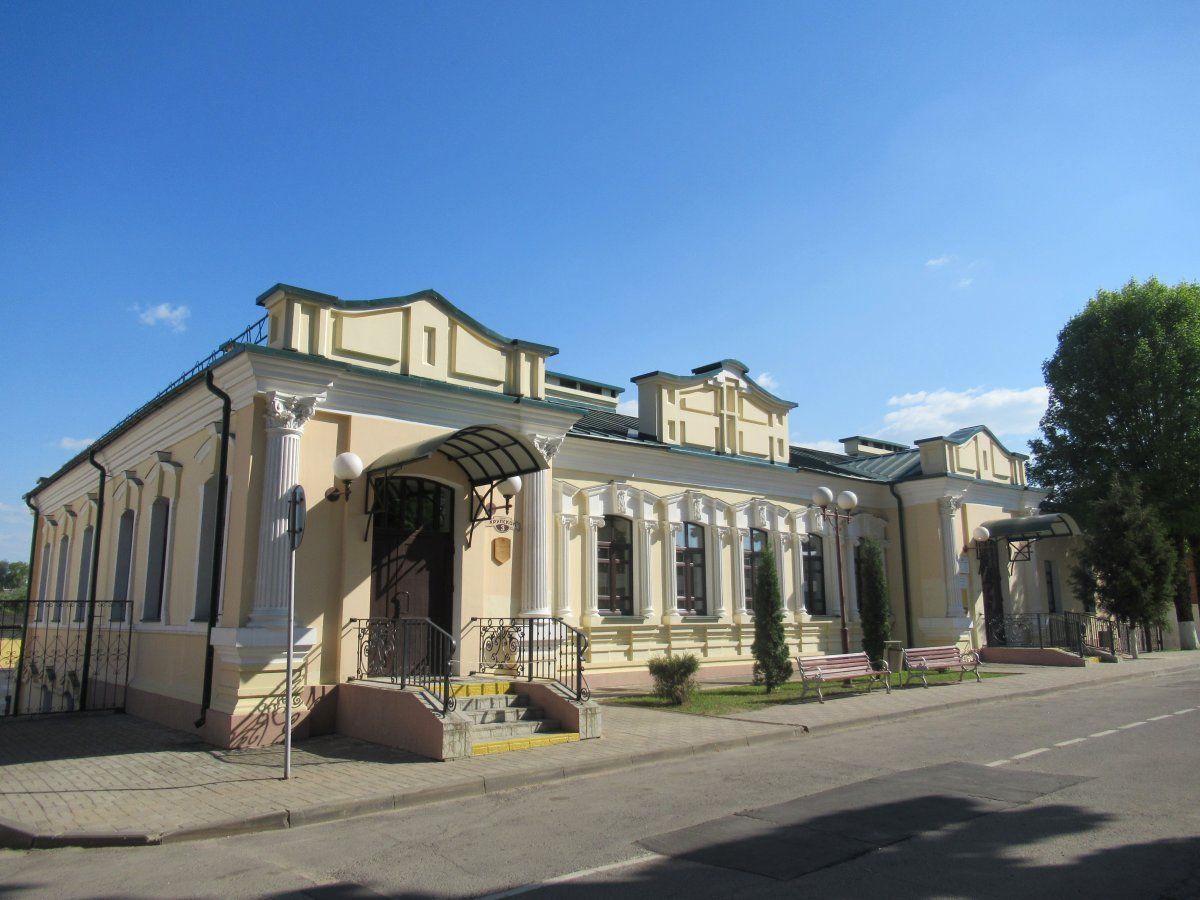
Горецкий районный историко-этнографический музей

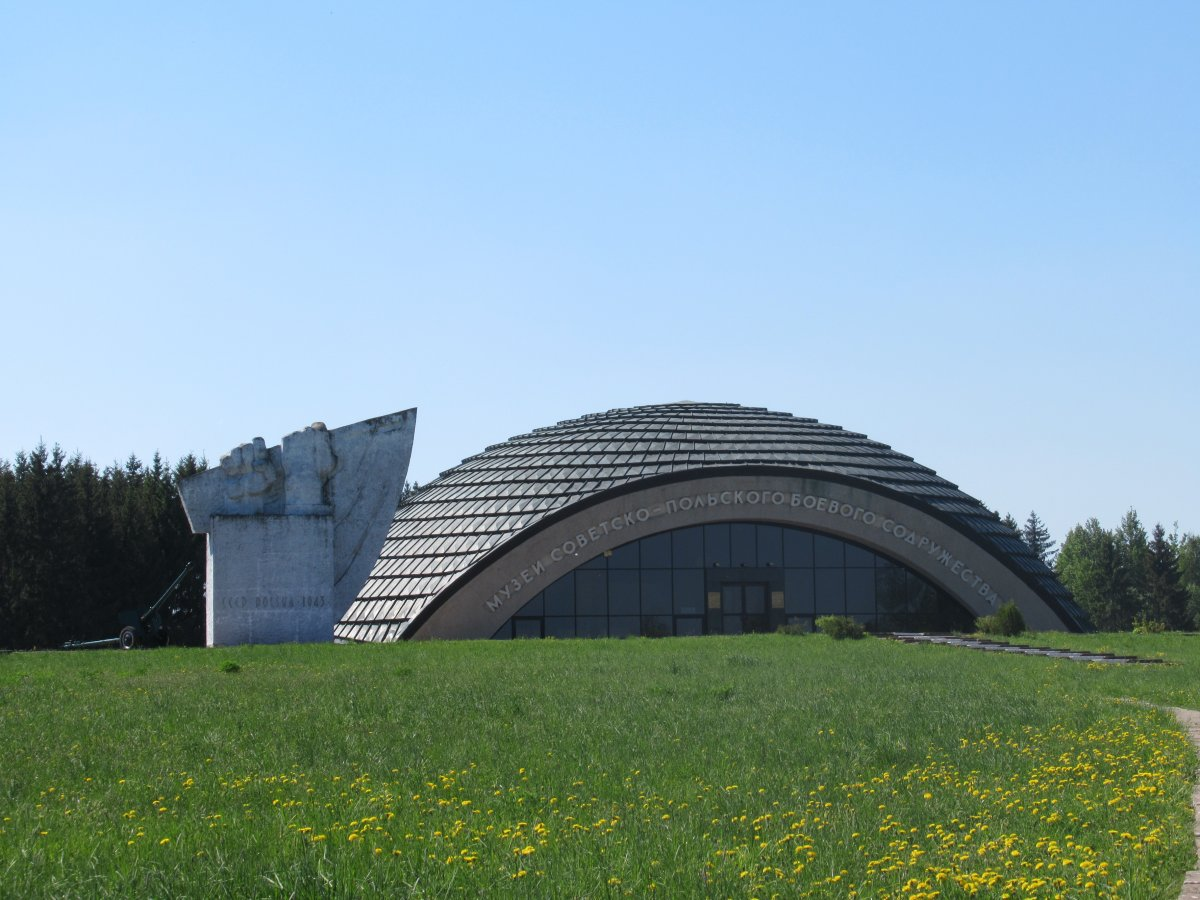
Музей советско-польского боевого содружества в Ленино

В 2017 году в районе насчитывалось 17 учреждений дошкольного образования (включая комплексы «детский сад — школа») с 1,5 тыс. детей. В 2017/2018 учебном году в районе действовало 15 учреждений общего среднего образования, в которых обучалось 4,3 тыс. учеников. В школах района работало 602 учителя. В среднем на одного учителя приходилось 7,1 учеников (среднее значение по Могилёвской области — 8,4, по Республике Беларусь — 8,7). В 2018/2019 учебном году в агрогородке Ленино действует учреждение среднего специального образования — Горецкий педагогический колледж Могилёвского государственного университета имени А. А. Кулешова (готовит учителей начальной школы и воспитателей дошкольных учреждений).
Действует одно высшее учебное заведение — Белорусская государственная сельскохозяйственная академия.

## Культура
- Горецкий районный историко-этнографический музей, в котором собрано более 9 тысяч музейных предметов основного фонда. В 2016 году музей посетили 18,1 тысяч человек (по этому показателю музей занял 8-е место в Могилёвской области)[48]
- Художественная галерея в Горки
- Музей советско-польского боевого содружества в аг. Ленино
- Музей-кабинет Максима Горецкого в Горки
- Музей Белорусской государственной сельскохозяйственной академии в Горки

## Религия
В районе зарегистрировано 6 православных общин (3 в Горках, по одной в деревнях Горы, Ленино и Овсянка), 2 общины евангельских христиан-баптистов (Горки и деревня Добрая), по одной римско-католической и пятидесятнической общине (обе — в Горках). Кроме того, для студентов-мусульман, обучающихся в Белорусской государственной сельскохозяйственной академии, организована комната обрядов в читальном зале их общежития. В районе действуют 2 православные и 1 баптистская воскресные школы.

## Достопримечательность
- Храм Вознесения Господня в Горки